# Francesco Costa (calciatore)
Francesco Costa (Genova, 9 marzo 1888 – Genova, 7 luglio 1927) è stato un calciatore italiano.

## Carriera
Formatosi nel Genoa spese l'intera carriera tra le file dei rossoblu.
Benché fosse nella rosa della squadra campione del campionato 1914-15, non scese mai in campo in quella stagione. Le sue presenze con la maglia del Grifone furono tutte nella stagione 1913-14, raggiungendo il secondo posto nella classifica finale alle spalle dei campioni del Casale nella stagione 1913-1914. 
Tornò a vestire la maglia del Genoa solo nella Coppa Federale 1915-1916, chiusa al quarto posto nelle finali nazionali.